# Hitta Doris

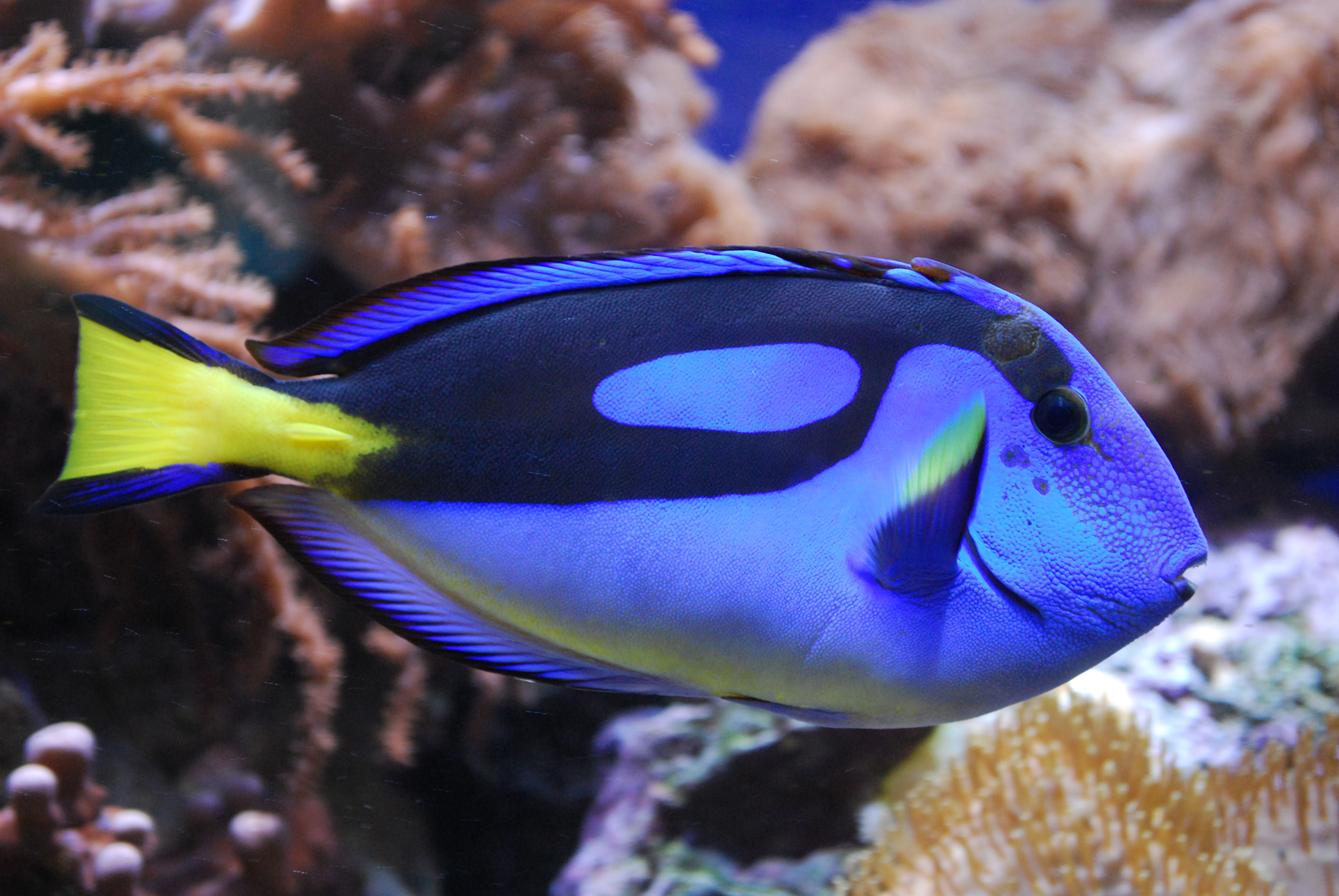
Doris är en palettkirurg.

Hitta Doris (engelska: Finding Dory) är en amerikansk 3D-animerad äventyrsfilm producerad av Pixar Animation Studios och Walt Disney Pictures. Den är uppföljare till Hitta Nemo (2003) och är regisserad av Andrew Stanton. Filmens handling fokuserar på Doris som beger sig ut på en äventyrsresa för att hitta sin familj och får hjälp av sina närmsta vänner Marvin och hans son Nemo.
Filmen hade premiär på El Capitan Theatre i Los Angeles den 8 juni 2016 och hade premiär i USA den 17 juni samma år. I Sverige hade filmen premiär den 26 augusti 2016. Kortfilmen Piper visades i samband med filmen på biograferna.

## Rollista
| Rollfigur     | Rollfigur           | Engelska röster    | Svenska röster            | Beskrivning                                       |
| Engelskt namn | Svenskt namn        | Engelska röster    | Svenska röster            | Beskrivning                                       |
| ------------- | ------------------- | ------------------ | ------------------------- | ------------------------------------------------- |
| Dory          | Doris               | Ellen DeGeneres    | Ulla Skoog                | En palettkirurg                                   |
| Dory          | Doris som liten     | Sloane Murray      | Tuva Skarby               | En palettkirurg                                   |
| Dory          | Doris som tolvåring | Lucia Geddes       | Sofia Wendt               | En palettkirurg                                   |
| Marlin        | Marvin              | Albert Brooks      | Leif Andrée               | En clownfisk                                      |
| Nemo          | Nemo                | Hayden Rolence     | Hjalmar Lundblad Karlsson | En ung clownfisk som är Marvins son               |
| Hank          | Ingvar              | Ed O'Neill         | Lennart Jähkel            | En sjuarmad bläckfisk                             |
| Destiny       | Vilja               | Kaitlin Olson      | Petra Mede                | En närsynt valhaj                                 |
| Bailey        | Pannan              | Ty Burrell         | Peter Dalle               | En vitval                                         |
| Jenny         | Jenny               | Diane Keaton       | Suzanne Reuter            | Doris mamma                                       |
| Charlie       | Charlie             | Eugene Levy        | Philip Zandén             | Doris pappa                                       |
| Fluke         | Flax                | Idris Elba         | Björn Starrin             | Ett sjölejon                                      |
| Rudder        | Roder               | Dominic West       | Johan Östling             | Ett sjölejon och Flaxs vän                        |
| Mr. Ray       | Herr Rocka          | Bob Peterson       | Bo Maniette               | En örnrocka som är Nemos skollärare               |
| Crush         | Flyt                | Andrew Stanton     | Björn Thudén              | En havssköldpadda                                 |
| Squirt        | Pysen               | Bennett Dammann    | Erik Wendt                | Flyts son                                         |
| Stan          | Stan                | Bill Hader         | Steffo Törnquist          | En paralabrax                                     |
| Fiskfru       | Fiskfru             | Kate McKinnon      | Jenny Strömstedt          | Stans fru                                         |
| Carl          | Carl                | Alexander Gould    | Robin Keller              | En lastbilsförare                                 |
| Crab          | Krabbe              | John Ratzenberger  | Magnus Mark               |                                                   |
| Kycklingfisk  | Kycklingfisk        | Katherine Ringgold | Clara Henry               |                                                   |
| Klumpfisk     | Klumpfisk           | Angus MacLane      | Anders Öjebo              |                                                   |
| Gill          | Gill                | Willem Dafoe       | Adam Fietz                | En zanclidae som är ledare över "akvariefiskarna" |
| Bloat         | Blås                | Brad Garrett       | Bengt Skogholt            | En piggsvinsfisk                                  |
| Peach         | Stella              | Allison Janney     | Maria Möller              | En sjöstjärna                                     |
| Gurgle        | Gurgel              | Austin Pendleton   | Mats Jernudd              | En feabborre                                      |
| Bubbles       | Bubbel              | Stephen Root       | Jakob Fahlstedt           | En gul kirurg                                     |
| Deb           | Rut                 | Vicki Lewis        | Cecilia Milocco           | En dascyllus melanurus                            |
| Jacques       | Jacques             | Jerome Ranft       | Anders Öjebo              | En putsarräka                                     |